# Kunstgemeinschaft (Wien)

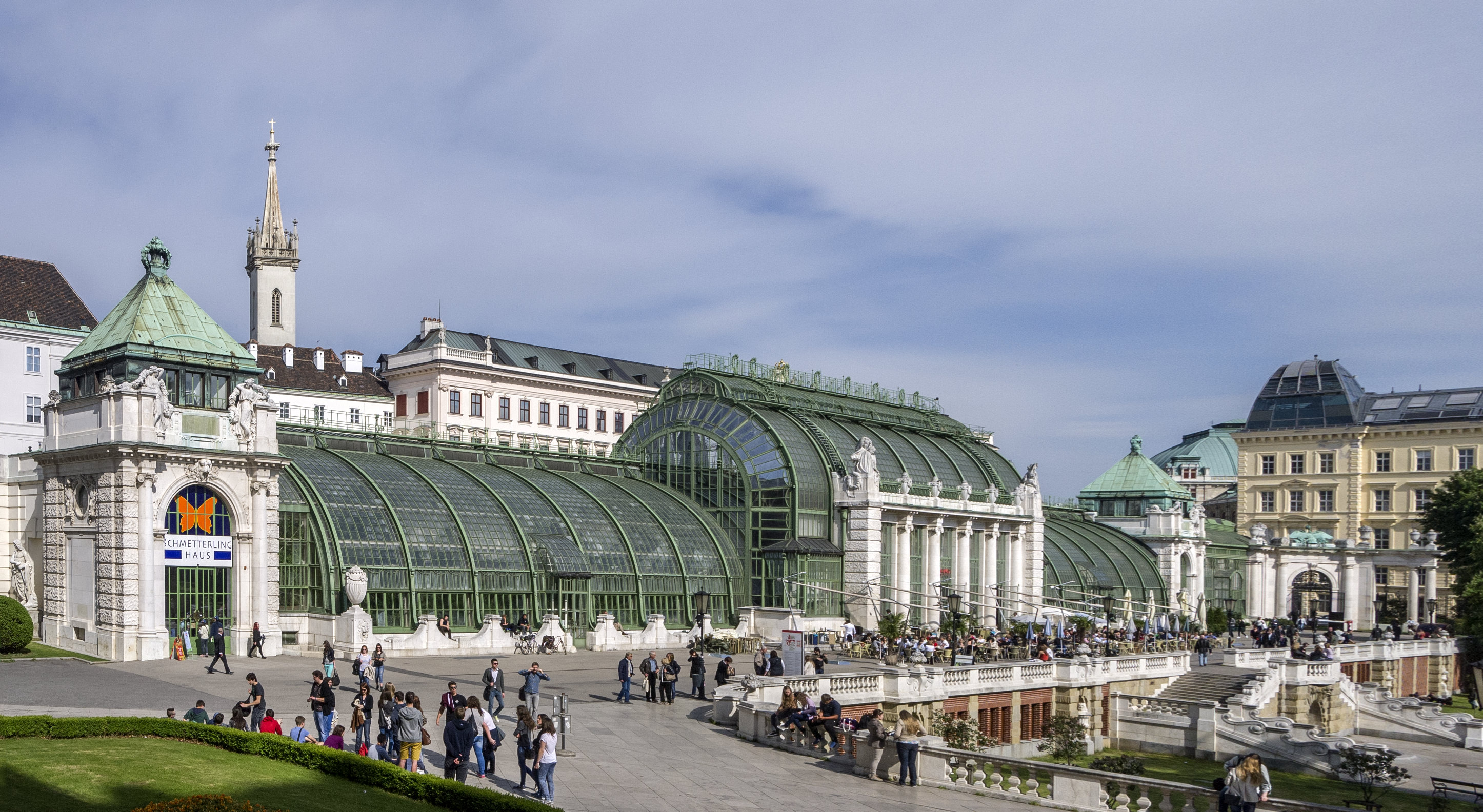
Das Palmenhaus im Burggarten, ehemals Sitz der Kunstgemeinschaft

Die Kunstgemeinschaft war eine Vereinigung bildender Künstler in Wien. Sie bestand von 1919 bis 1938.

## Geschichte
Die Kunstgemeinschaft wurde im Mai 1919 auf Initiative des Bildhauers Carl Gelles gegründet. Gelles hatte zuvor zwei seiner Plastiken für eine Ausstellung der Genossenschaft der bildenden Künstler Wiens (Künstlerhaus) eingereicht, die nicht angenommen worden waren.
Der Sitz und Ausstellungsort der Kunstgemeinschaft war das Palmenhaus im Wiener Burggarten, das im Zusammenhang mit der Vereinigung oft als „Glaspalast“ bezeichnet wurde. Gelles forderte unter anderem eine Enteignung und Verstaatlichung des Künstlerhauses und der Wiener Secession. Er wanderte Anfang der 1930er Jahre nach Argentinien aus und die neue Leitung der Kunstgemeinschaft schlug eine weniger radikale Ausrichtung ein. Im „Glaspalast“ wurden weiterhin wichtige Kunstausstellungen der Mitglieder gezeigt.
Nach dem „Anschluss“ 1938 wurde die Kunstgemeinschaft aufgelöst. Sie ging wie der Albrecht-Dürer-Bund und der Hagenbund in der Gemeinschaft bildender Künstler, Wiener Kunsthalle auf.

## Bekannte Mitglieder (Auswahl)
- Alfred Bareis, Maler[3]
- Leopold Beran, Maler
- Maximilian Erler, Maler[4]
- Carl Gelles, Bildhauer[1]
- Stephanie Hollenstein (1886–1944), Malerin[5]
- Ernst Huber (1895–1960), Maler[6]
- Oskar Icha (1886–1945), Bildhauer[4]
- Karin Jarl-Sakellarios (1885–1948), Keramikerin[7]
- Wilhelm Kaufmann (1895–1975), Maler[8]
- Robert Kautsky (1895–1963), Maler[9]
- Viktor Leyrer, Maler[4]
- Giulio Angelo Liberali, Maler und Bildhauer[10]
- Konrad Meindl, Maler[4]
- Hermann Nowak, Maler
- Alfred Pirkhert, Maler[11]
- August Rieger (1886–1941), Maler
- Alexander Scherban (1886–1964), Maler
- Franz Secky, Maler[4]
- Rudolf Sternad (1880–1945), Maler[11]
- Jacques Sternfeld (1874–1934), Maler[12]
- Thomas J. Stindel, Maler
- Clara Sulzer, Malerin
- Josef Urbania, Bildhauer
- Alfred Waagner (1886–1960), Maler
- Ernst Weid, Maler[4]